# Edmund Stadler (Leichtathlet)
Edmund Stadler (* 10. Oktober 1908 in Freiburg im Breisgau; † 30. Juli 1979 ebenda) war ein deutscher Mittelstreckenläufer.

## Leben
Edmund Stadler gewann bei den Deutschen Leichtathletik-Meisterschaften 1934 über 1500 Meter die Bronzemedaille. Zwei Jahre später nahm er an den Olympischen Spielen 1936 in Berlin teil. Im Wettkampf über 5000 Meter schied er im Vorlauf aus. Bei den Deutschen Leichtathletik-Meisterschaften 1937 konnte er erneut eine Medaille gewinnen, dieses Mal die silberne. 1938 war er Teil der 4-mal-1500-Meter-Staffel, welche einen neuen deutschen Rekord aufstellte.